# Jammu Cantonment
Jammu Cantonment là một thị xã quân sự (cantonment) của quận Jammu thuộc bang Jammu và Kashmir, Ấn Độ.

## Nhân khẩu
Theo điều tra dân số năm 2001 của Ấn Độ, Jammu Cantonment có dân số 30.107 người. Phái nam chiếm 61% tổng số dân và phái nữ chiếm 39%. Jammu Cantonment có tỷ lệ 74% biết đọc biết viết, cao hơn tỷ lệ trung bình toàn quốc là 59,5%: tỷ lệ cho phái nam là 80%, và tỷ lệ cho phái nữ là 64%. Tại Jammu Cantonment, 15% dân số nhỏ hơn 6 tuổi.